# 米澤重隆
米澤 重隆（よねざわ しげたか、1976年10月18日 - ）は、日本の元プロボクサー。千葉県柏市出身。東洋太平洋ボクシング連盟ミドル級14位。青木ボクシングジム所属。元アマチュアレスリング選手。現在、現役時代の食事制限や、トレーニングといった様々な肉体改造の経験を活かしダイエットコーチとして活動。NHKドキュメンタリー番組で米澤を取材していた映像作家の山本草介によるノンフィクション著作『一八〇秒の熱量』にて主人公として取り上げられる。

## 来歴
小学校五年生より柔道を始め、中学時代は柔道部に所属。当時同じ柔道場で練習をしていたレスリング部監督の誘いでレスリングの試合に出場し、全国中学選手権で2位。その後八千代松陰高等学校に進学し本格的にレスリングを始める。
青山学院大学に進学しレスリング部に所属。恩師は1996年アトランタオリンピック代表の三宅靖志。大学卒業後もアマチュアレスリングを続けるが、左肩脱臼等により成績が伸びず以前より興味のあった柔術を始め、その後、総合格闘技も始める。更に打撃技術を取得するため職場近くの青木ボクシングジムに入門。ジムの勧めもありボクシングに転向。33歳にしてプロデビュー。
- 1997年6月 - 全日本選抜レスリング選手権大会・グレコローマン男子76キロ級3位。
- 1998年8月 - 全日本学生レスリング選手権大会　準優勝
- 1999年1月31日 - 北沢タウンホールCONTENDERS 1にてアンソニー・ネツラーと対戦し1R 1：59三角絞めで1本負け。
- 1999年3月21日 - 第5回 全日本コンバットレスリング選手権 85kg級 優勝。
- 2001年3月 - パラオ共和国レスリングナショナルチームの臨時コーチに就任。
- 2001年4月 - パラオ共和国レスリングナショナルチームを率いてオセアニア選手権に参加。
- 2002年3月24日 - 第8回 全日本コンバットレスリング選手権 84kg級 準優勝。
- 2007年6月1日 - 新宿FACEにて行われたTRIBELATE13にて田辺春夫と対戦、1R 0：41にてKO勝ち。
- 2007年9月21日 - 後楽園ホールにて行われたリアルジャパンプロレスにて一回戦滝沢充と対戦1R 2：36KO負け。
- 2009年7月16日 - プロテスト合格。
- 2009年12月5日 - デビュー戦を行うも2ラウンドTKO負け。
- 2012年4月4日 - 横浜アリーナにて行われた亀田興毅・清水智信ダブル世界戦の前座として佐々木左之介と3度目の対戦にて2-1判定負け。
- 2013年4月22日 - 後楽園ホールにて行われた日本ミドル級8回戦で日本ミドル級3位　福山和徹(冷研鶴崎)と対戦 8R　0-2　判定負け。
- 2013年6月20日 - タイ王国でOPBF東洋太平洋ミドル級14位　リ・ウンチャン(韓国)と対戦　6R　59対58　判定勝ち。
- 2013年9月20日 - 豪州ゴールドコーストにてWBO世界ミドル級10位レス・シェリントン（オーストラリア）とWBCアジアミドル級タイトルマッチ王座決定戦　12R　3-0の判定負け。
- 2013年10月17日 - タイ王国ラジャダムナン・スタジアムにて引退試合。1R KO勝ち。
- 2013年11月14日 - 後楽園ホールにて引退スパー＆引退式

## テレビ出演
- 応援ドキュメント 明日はどっちだ（NHK総合）
  - 初回スペシャル（2013年4月2日）
  - 第3回（2013年4月16日）
  - 第4回（2013年4月23日）
  - 第5回（2013年4月30日）
  - 第6回（2013年5月7日）
  - 崖っぷちの夏スペシャル(2013年8月15日)
  - 第19回（2013年10月8日）
  - 第20回（2013年10月15日）
  - 第21回（2013年10月22日）スタジオ登場
  - 第29回（2013年12月17日）
  - 第79回　最終回（2015年3月24日）スタジオ登場

## 出版物
- 『一八〇秒の熱量』山本草介著（2020年7月、双葉社） ISBN 978-4-575-31549-3
※米澤を取材した山本草介プロデューサーによる著作

- 2023年12月13日　双葉社より文庫版が発売される

ISBN 978-4-575-71500-2